# 山本麻子
山本 麻子（やまもと あさこ、1971年5月 - ）は、滋賀県出身の日本の建築家、インテリアデザイン学者。大阪工業大学ロボティクス&デザイン工学部空間デザイン学科准教授。一級建築士。日本建築家協会JIA環境会議近畿支部選出委員。
専門は、インテリアデザイン・インテリア計画（特に住空間、宿泊空間、コミュニティ空間）、デザイン論。主な所属は、日本建築学会、日本建築設計学会、日本建築家協会など。

## 略歴
1990年京都教育大学附属高等学校卒業。1994年京都大学工学部建築学科卒業。1995年国立パリ建築学校ラ・ヴィレット校留学（文部省給費留学生）。1997年京都大学大学院工学研究科修士課程修了。同年、山本理顕設計工場勤務を経て、1998年アルファヴィルを設立。京都市立芸術大学・京都大学非常勤講師などを経て、2021年大阪工業大学ロボティクス＆デザイン工学部空間デザイン学科准教授。

## 主な受賞
受賞はアルファヴィル竹口健太郎と共同にて

### 海外
- Design for Asia Award 2009金賞（香港）
- Hiše Award 09 for Innovative Excellence in Private Housing 受賞（スロベニア）
- World Architecture Community Awards 20+10+X Projects 8th Cycle Winner 2010（アメリカ）

### 国内
- 第30回INAXデザインコンテスト銅賞 (2009)
- BEST DESIGN OSAKAクリエーターアワード大賞 (2009)
- 大阪ガス住宅設計アワード入賞 (2010)
- 第57回大阪建築コンクール渡辺節賞 (2011)
- 京都府建築士会第1回京都建築賞優秀賞 (2013)
- 日本建築設計学会賞 (2016)

## 主な作品
- Roof on the Hill (2010)[6]
- AWAI CAFE (2015)
- カトリック鈴鹿教会 (2015)[7]
- 絆屋ビルヂング (2018)
- 24mm合板の家 (2021)[3]

## 主な研究
- 暮らしにまつわる空間・インテリアデザインの研究
- リノベーションのデザインと研究
- アートや展示に関わるデザインの研究
- 子育て支援の空間デザインの研究

建築・デザインの対外啓蒙活動として、経済産業省JAPAN DESIGN + 事業にて上海へ派遣デザイナーとして選抜・講演 (2010)、世界建築会議国際ワークショップ2011でチューターを担当。
また、京都大学建築学科 学年縦断講評会「VERTICAL REVIEW」2021でゲストクリティークを務めている。